# NGC 7161
NGC 7161 est une paire d'étoiles située dans la constellation de Pégase,. L'astronome prussien Heinrich Louis d'Arrest a enregistré la position de celle-ci le 13 septembre 1866.